# Vitex zeyheri
Vitex zeyheri là một loài thực vật có hoa trong họ Hoa môi. Loài này được Sond. ex Schauer miêu tả khoa học đầu tiên năm 1847.